# Матијас Екхолм
Ханс Матијас Екхолм (швед. Hans Mattias Ekholm; рођен 24. маја 1990. у Борленгеу, Шведска) професионални је шведски хокејаш на леду који игра на позицији одбрамбеног играча.
Тренутно наступа у редовима америчке екипе Нешвил Предаторси у Националној хокејашкој лиги (НХЛ), за који наступа од 2012. године. Са екипом Бринеса у сезони 2011/12. освојио је титулу националног првака Шведске.
Био је део репрезентације Шведске која је на Светском првенству 2014. у Минску освојила бронзану медаљу.

## Клупска каријера
Екхолм је играчку каријеру започео у млађим узрасним саставима екипе Мора из истоименог шведског града. Прву утакмицу у професионалној конкуренцији одиграо је за истоимени тим 2007. године, а током исте сезоне забележио је још 6 наступа у квалификацијама за опстанак у СХЛ лиги. Како екипа Море није успела да избори опстанак у највишем рангу шведског хокеја те сезоне, наредне две сезоне Екхолм је наступао у друголигашкој конкуренцији. 
У лето 2009. учествовао је на улазном драфту НХЛ лиге где га је као 102. пика у 4. рунди одабрала екипа Нешвил Предаторса.
У априлу 2010. потписао је двогодишњи уговор са екипом Бринаса, а током првих 14 утакмица за нови тим у сезони 2010/11. постигао је чак 7 голова и 5 асистенција, што му је донело прво номинацију за најбољег дебитанта у лиги за ту сезону, а потом и поменуто признање. Наредну сезону 2011/12. окончао је са титулом националног првака Шведске. Поменуту сезону је започео као играч Нешвила са којим је у мају 2011. потписао трогодишњи уговор. Након свега 2 одигране утакмице за Предаторсе, сезону је као позајмљен играч окончао у редовима шведског елит лигаша. 
Целу сезону 2012/13. одиграо је у редовима Милвоки адмиралса, клуба који представља развојну филијалу Предаторса у Америчкој хокејашкој лиги, док је за предаторсе одиграо тек једну утакмицу (против Канакса). 
Први погодак у НХЛ лиги постигао је 7. јануара 2014. против Сан Хозе Шаркса. Током сезоне 2013/14. одиграо је укупно 62 утакмице за Предаторсе уз учинак од 1 гола и 8 асистенција.

## Репрезентативна каријера
Први значајнији наступ за репрезентацију Шведске остварио је 2008. на светском првенству за играче до 18 година, да би до прве медаље у репрезентативном дресу дошао две године касније, на светском првенству за играче до 20 година (бронзана медаља). 
Након неколико пријатељских утакмица које је одиграо у дресу сениорске репрезентације, уврштен је у репрезентацију за Светско првенство 2014. у Минску на којем су Швеђани освојили бронзану медаљу. Екхолм је на том турниру одиграо свих 10 утакмица уз одличан статистички учинак од 2 гола и 5 асистенција. 